# Emma Jung

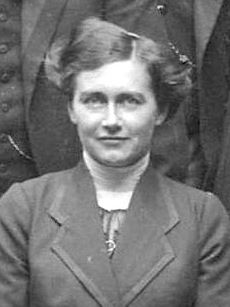
Emma Jung, 1911

Emma Marie Jung, geborene Rauschenbach (* 30. März 1882 in Schaffhausen; † 27. November 1955 in Zürich), war eine Schweizer Psychoanalytikerin. Sie war die Ehefrau von Carl Gustav Jung.

## Leben
Emma Jung entstammte der Schaffhauser Unternehmerdynastie Rauschenbach. Ihr Grossvater väterlicherseits, der Schaffhauser Maschinenfabrikant Johannes Rauschenbach-Vogel (1815–1881), hatte 1880 das Schweizer Uhrenwerk IWC übernommen. Ein Jahr später übernahm sein Sohn, ihr Vater Johannes Rauschenbach-Schenk (1856–1905), die Geschäftsleitung des Uhrenherstellers. In den folgenden Jahrzehnten gelang ihm der wirtschaftliche Durchbruch mit dem Unternehmen, das er bis zu seinem Tod erfolgreich führte.
Emma Jung war ab dem 14. Februar 1903 mit Carl Gustav Jung verheiratet, mit dem sie fünf Kinder hatte: Agathe Niehus (geb. 28. Dezember 1904), Gret Baumann (geb. 8. Februar 1906), Franz Jung-Merker (geb. 28. November 1908), Marianne Niehus (geb. 20. September 1910) und Helene Hoerni (geb. 18. März 1914). Ihr Ehemann analysierte sie ab 1910; ab 1930 arbeitete sie selbst als Psychoanalytikerin. Im Übrigen beschäftigte sich Emma Jung u. a. mit Animus und Anima und der symbolischen Bedeutung von Motiven der Gralslegende als Archetypen.
Ihr Mann war bis 1929 Teilhaber der Uhrenfabrik. Danach kaufte Ernst Jakob Homberger (1869–1955), der Mann ihrer jüngeren Schwester Bertha Margaretha (1883–1969), die Anteile der Firma auf und übernahm auch die Leitung der Uhrenmanufaktur. Bertha Margaretha Rauschenbach hatte 1903 den Schaffhauser Industriellen und Direktor der Georg Fischer AG geheiratet.

## Veröffentlichungen (Auswahl)
- Die Graalslegende in psychologischer Sicht (= Studien aus dem C. G. Jung-Institut Zürich. Band 12). Rascher, Zürich/Stuttgart 1960 (Fragment, postum von Marie-Louise von Franz ergänzt); Neudruck Olten 1980.
- Animus und Anima. Rascher, Zürich/Stuttgart 1967.